# Герберт Вільчніґ
Герберт Вільчніґ (нім. Herbert Wiltschnig; нар. 21 листопада 1975) — колишній австрійський тенісист.
Найвищу одиночну позицію світового рейтингу — 171 місце досяг 15 травня 2000, парну — 220 місце — 7 липня 2003 року.

## Титули на челленджерах

### Парний розряд: (2)
| Ранг | Рік  | Турнір             | Покриття | Партнер       | Суперники                                       | Рахунок       |
| ---- | ---- | ------------------ | -------- | ------------- | ----------------------------------------------- | ------------- |
| 1.   | 1997 | Куритиба, Бразилія | Ґрунт    | Гленн Вейнер  | Едуардо Медіка Маріано Пуерта                   | 6–3, 6–4      |
| 2.   | 2002 | Брашов, Румунія    | Ґрунт    | Крістофер Кас | Рубен Рамірес Ідальго Сантьяго Вентура Бертомеу | 5–7, 6–4, 7–5 |